# Le Balai Citoyen
Le Balai Citoyen («L'escombra ciutadana») és un moviment social sorgit a Burkina Faso d'oposició política al dictador Blaise Compaoré. Va ser fundat l'estiu de 2013 per dos artistes i activistes, el músic de reggae i presentador de ràdio Sams'K Le Jah, i el raper i actor Serge Bambara, més conegut pel seu nom artístic «Smockey». Junts van organitzar diverses accions de protesta durant el 2014, inclosa una reunió conjunta amb 30 partits de l'oposició, que el 31 de maig de 2014 va aplegar més de 35.000 persones a l'estadi 4 d'agost d'Ouagadougou.

## Context
El moviment forma part de el moviment sankarista i afirma basar-se en l'herència i els ideals del capità Thomas Sankara, revolucionari marxista, anticolonialista i figura destacada del Moviment de Països No-alineats, que va dirigir el país entre 1983 i el seu assassinat el 15 d'octubre de 1987 després d'un cop d'estat orquestrat pel seu successor i antic cunyat Blaise Compaoré.
Sams'K Le Jah, cofundador de Le Balai Citoyen, va ser membre dels Pioners de la Revolució, el moviment juvenil de la Revolució Democràtica i Popular de Sankara. El moviment es va denominar Le Balai Citoyen per a vindicar l'anhel de netejar el país de la corrupció política, i en homenatge a les labors comunitàries d'escombrat de carrers, iniciades per Thomas Sankara, durant les quals es demanava als ciutadans que portessin les seves escombres i netegessin els seus barris, en un acte amb una dimensió social però també simbòlica, com a metàfora de la presa de control de la població sobre el seu propi destí. Els activistes del moviment brandaven escombres durant les seves accions de protesta en record d'aquest passat.

## Història
Durant l'Aixecament burkinès de 2014, l'activisme de Le Balai Citoyen va estar a l'avantguarda dels moviments de protesta als carrers. El president Compaoré es va veure obligat per la pressió popular a renunciar al poder i va fugir del país el 31 d'octubre després de 27 anys al govern. La presidència va ser ocupada pels militars, que van nomenar l'oficial Isaac Zida com a cap d'estat de la transició política del país. Le Balai Citoyen va promoure una acció simbòlica d'escombrat dels carrers d'Ouagadougou després de la renúncia de Compaoré, i va donar el seu suport a la transició encapçalada per Zida. No obstant això, els seus portaveus van cridar al control democràtic i a la màxima alerta perquè ningú no robés de la victòria del poble sobirà.
El local d'assaig de Serge Bambara va ser destruït per primera vegada al setembre de 2015 pels partidaris de l'expresident. Després va ser incendiat de nou el 2016. Responent a les preguntes d'un periodista l'estiu de 2016, Bambara va afirmar que el moviment està actiu als barris, duent a terme accions de neteja o reforestació i, fins i tot, va organitzar una campanya nacional de donació de sang. També va assegurar que el moviment no pretén convertir-se en un partit polític, però que contribueix a la formació dels joves.